# NHL All-Star Game
NHL All-Star Game je exhibiční zápas ledního hokeje, hraný každoročně v kanadsko-americké lize NHL. Tohoto zápasu se zúčastňují výběry největších hvězd Atlantické, Centrální, Pacifické a Metropolitní divize NHL, které hrají proti sobě. Hráče do sestavy vybírají z části fanoušci, manažeři týmů NHL, novináři a doplňují je trenéři All-Star výběrů.

## Historie
První neoficiální zápas NHL All-Star Game se hrál 14. února 1934 jako benefiční utkání, jehož výtěžek měl pomoci zraněnému Ace Baileymu. V zápase proti jeho Torontu nastoupil výběr nejlepších hráčů té doby, nazvaný All-Star Team. K dalšímu takovému zápasu došlo 2. listopadu 1937. Na počest zesnulého Howie Morenze hráli Montreal Canadiens benefiční zápas s All-Star týmem, výtěžek zápasu připadl rodině zesnulého. Po dvou letech 3. října 1939 se opět hrálo benefiční utkání mezi Montrealem a All-Star týmem na počest zesnulého Babe Sieberta.
To byly ale pouze jednorázové akce. Teprve po vzniku penzijního fondu hráčů NHL se zavedla tradice zápasů, jejichž výtěžek plyne do pokladny tohoto fondu. Výběr nejlepších hráčů ligy tak pravidelně před zahájením sezóny NHL odehrál zápas s posledním vítězem Stanley Cupu. Poprvé se tak stalo 13. října 1947 v Torontu. Vzniklá tradice se stala příjemným zpestřením předsezónního období, ale poté, co se v roce 1950 přišlo podívat na zápas Detroit Red Wings proti All-Star jen 9166 diváků, rozhodlo vedení penzijního fondu o jiném způsobu zápasů. V letech 1951 a 1952 proti sobě nastoupily dva týmy All-Star: hráči kanadských klubů nastoupili proti hráčům klubů amerických. Ani tato změna však nepřinesla očekávaný zvýšený divácký zájem, a tak se vše vrátilo k původním zápasům vítěze Stanley Cupu proti výběru All-Star.
Od sezóny 1966/1967 se tato utkání posunula ze začátku sezóny do její poloviny, a tak se v roce 1966 vlastně All-Star Game nekonal. Po rozdělení ligy na dvě divize od roku 1969 proti sobě hráli výběry All-Star - Východní a Západní divize. Od roku 1974, po rozdělení ligy na 4 divize ve dvou konferencích, spolu hráli výběry All-Star Východní a Západní konference. Počínaje sezónou 1997/1998 se začaly střetávat All-Star týmy hráčů pocházejících ze Severní Ameriky proti výběru hráčů ze zbytku světa. O tomto výběru mohli poprvé rozhodovat fanoušci z celého světa pomocí internetového hlasování. Tento způsob hlasování je dnes již samozřejmostí. Od sezóny 2002/2003 se střetávají opět All-Star výběry hráčů Východní konference proti All-Star výběru hráčů Západní konference.
Od roku 2011 je hráno novým systémem, kdy nejsou před hlasováním fanoušků hráči rozdělováni podle žádného klíče a až po vyhodnocení hlasování jsou určeni 2 kapitáni a u každého 2 asistenti. Každý kapitán si s pomocí svých asistentů následně vybírá hráče do své sestavy. Týmy jsou pojmenovány podle svých kapitánů.
V roce 2016 byl systém opět předělán. Byl zvýšen počet týmů ze 2 na 4, každá divize zde má svůj tým a také se už nehraje na jeden zápas, ale hraje se systémem dvoukolového vyřazovacího turnaje. V prvních kolech se utkají týmy z jednotlivých konferencí a vítězové se utkají o vítězství celé All-Star Game. Jednotlivé zápasy se hrají na dvě desetiminutové části ve formátu 3 na 3 a v polovině zápasu musí týmy vystřídat brankáře.

## Zápasy All-Star
| Rok  | Vítězný Tým | Vítězný Tým | Poražený Tým | Poražený Tým | Domácí tým | Nejužitečnější hráč zápasu (MVP) |
| ---- | --- | --- | --- | --- | --- | --- |
| 1934 | Toronto Maple Leafs | 7 | All-Stars | 3 | Toronto Maple Leafs | |
| 1937 | All-Stars | 6 | Montreal Canadiens | 5 | Montreal Canadiens | |
| 1939 | All-Stars | 5 | Montreal Canadiens | 2 | Montreal Canadiens | |
| 1947 | All-Stars | 4 | Toronto Maple Leafs | 3 | Toronto Maple Leafs | |
| 1948 | All-Stars | 3 | Toronto Maple Leafs | 1 | Chicago Blackhawks | |
| 1949 | All-Stars | 3 | Toronto Maple Leafs | 1 | Toronto Maple Leafs | |
| 1950 | Detroit Red Wings | 7 | All-Stars | 1 | Detroit Red Wings | |
| 1951 | 1. All-Star Team | 2 | 2. All-Star Team | 2 | Toronto Maple Leafs | |
| 1952 | 1. All-Star Team | 1 | 2. All-Star Team | 1 | Detroit Red Wings | |
| 1953 | All-Stars | 3 | Montreal Canadiens | 1 | Montreal Canadiens | |
| 1954 | All-Stars | 2 | Detroit Red Wings | 2 | Detroit Red Wings | |
| 1955 | Detroit Red Wings | 3 | All-Stars | 1 | Detroit Red Wings | |
| 1956 | All-Stars | 1 | Montreal Canadiens | 1 | Montreal Canadiens | |
| 1957 | All-Stars | 5 | Montreal Canadiens | 3 | Montreal Canadiens | |
| 1958 | Montreal Canadiens | 6 | All-Stars | 3 | Montreal Canadiens | |
| 1959 | Montreal Canadiens | 6 | All-Stars | 1 | Montreal Canadiens | |
| 1960 | All-Stars | 2 | Montreal Canadiens | 1 | Montreal Canadiens | |
| 1961 | All-Stars | 3 | Chicago Blackhawks | 1 | Chicago Blackhawks | |
| 1962 | Toronto Maple Leafs | 4 | All-Stars | 1 | Toronto Maple Leafs | Eddie Shack |
| 1963 | All-Stars | 3 | Toronto Maple Leafs | 3 | Toronto Maple Leafs | Frank Mahovlich |
| 1964 | All-Stars | 3 | Toronto Maple Leafs | 2 | Toronto Maple Leafs | Jean Beliveau |
| 1965 | All-Stars | 5 | Montreal Canadiens | 2 | Montreal Canadiens | Gordie Howe |
| 1966 | Nehrálo se z důvodu přesunutí na únor roku 1967.                                                                                    | Nehrálo se z důvodu přesunutí na únor roku 1967.                                                                                    | Nehrálo se z důvodu přesunutí na únor roku 1967.                                                                                    | Nehrálo se z důvodu přesunutí na únor roku 1967.                                                                                    | Nehrálo se z důvodu přesunutí na únor roku 1967.                                                                                    | Nehrálo se z důvodu přesunutí na únor roku 1967.                                                                                    |
| 1967 | Montreal Canadiens | 3 | All-Stars | 0 | Montreal Canadiens | Henri Richard |
| 1968 | Toronto Maple Leafs | 4 | All-Stars | 3 | Toronto Maple Leafs | Bruce Gamble |
| 1969 | Západní divize | 3 | Východní divize | 3 | Montreal Canadiens | Frank Mahovlich |
| 1970 | Východní divize | 4 | Západní divize | 1 | St. Louis Blues | Bobby Hull |
| 1971 | Západní divize | 2 | Východní divize | 1 | Boston Bruins | Bobby Hull |
| 1972 | Východní divize | 3 | Západní divize | 2 | Minnesota North Stars | Bobby Orr |
| 1973 | Východní divize | 5 | Západní divize | 4 | New York Rangers | Greg Polis |
| 1974 | Západní divize | 6 | Východní divize | 4 | Chicago Blackhawks | Garry Unger |
| 1975 | Prince of Wales konference | 7 | Campbellova konference | 1 | Montreal Canadiens | Syl Apps, Jr. |
| 1976 | Prince of Wales konference | 7 | Campbellova konference | 5 | Philadelphia Flyers | Peter Mahovlich |
| 1977 | Prince of Wales konference | 4 | Campbellova konference | 3 | Vancouver Canucks | Rick Martin |
| 1978 | Prince of Wales konference | 3 | Campbellova konference | 2 (OT) | Buffalo Sabres | Billy Smith |
| 1979 | Nehrálo se, protože byl hrán důležitější Challenge Cup 1979, ve kterém hrál All-Star tým NHL sérii 3 zápasů proti Sovětskému Svazu. | Nehrálo se, protože byl hrán důležitější Challenge Cup 1979, ve kterém hrál All-Star tým NHL sérii 3 zápasů proti Sovětskému Svazu. | Nehrálo se, protože byl hrán důležitější Challenge Cup 1979, ve kterém hrál All-Star tým NHL sérii 3 zápasů proti Sovětskému Svazu. | Nehrálo se, protože byl hrán důležitější Challenge Cup 1979, ve kterém hrál All-Star tým NHL sérii 3 zápasů proti Sovětskému Svazu. | Nehrálo se, protože byl hrán důležitější Challenge Cup 1979, ve kterém hrál All-Star tým NHL sérii 3 zápasů proti Sovětskému Svazu. | Nehrálo se, protože byl hrán důležitější Challenge Cup 1979, ve kterém hrál All-Star tým NHL sérii 3 zápasů proti Sovětskému Svazu. |
| 1980 | Prince of Wales konference | 6 | Campbellova konference | 3 | Detroit Red Wings | Reggie Leach |
| 1981 | Campbellova konference | 4 | Prince of Wales konference | 1 | Los Angeles Kings | Mike Liut |
| 1982 | Prince of Wales konference | 4 | Campbellova konference | 2 | Washington Capitals | Mike Bossy |
| 1983 | Campbellova konference | 9 | Prince of Wales konference | 3 | New York Islanders | Wayne Gretzky |
| 1984 | Prince of Wales konference | 7 | Campbellova konference | 6 | New Jersey Devils | Don Maloney |
| 1985 | Prince of Wales konference | 6 | Campbellova konference | 4 | Calgary Flames | Mario Lemieux |
| 1986 | Prince of Wales konference | 4 | Campbellova konference | 3 (OT) | Hartford Whalers | Grant Fuhr |
| 1987 | Nehrálo se, protože byl hrán důležitější Rendez-Vous '87, ve kterém hrál All-Star tým NHL sérii zápasů proti Sovětskému Svazu.      | Nehrálo se, protože byl hrán důležitější Rendez-Vous '87, ve kterém hrál All-Star tým NHL sérii zápasů proti Sovětskému Svazu.      | Nehrálo se, protože byl hrán důležitější Rendez-Vous '87, ve kterém hrál All-Star tým NHL sérii zápasů proti Sovětskému Svazu.      | Nehrálo se, protože byl hrán důležitější Rendez-Vous '87, ve kterém hrál All-Star tým NHL sérii zápasů proti Sovětskému Svazu.      | Nehrálo se, protože byl hrán důležitější Rendez-Vous '87, ve kterém hrál All-Star tým NHL sérii zápasů proti Sovětskému Svazu.      | Nehrálo se, protože byl hrán důležitější Rendez-Vous '87, ve kterém hrál All-Star tým NHL sérii zápasů proti Sovětskému Svazu.      |
| 1988 | Prince of Wales konference | 6 | Campbellova konference | 5 (OT) | St. Louis Blues | Mario Lemieux |
| 1989 | Campbellova konference | 9 | Prince of Wales konference | 5 | Edmonton Oilers | Wayne Gretzky |
| 1990 | Prince of Wales konference | 12 | Campbellova konference | 7 | Pittsburgh Penguins | Mario Lemieux |
| 1991 | Campbellova konference | 11 | Prince of Wales konference | 5 | Chicago Blackhawks | Vincent Damphousse |
| 1992 | Campbellova konference | 10 | Prince of Wales konference | 6 | Philadelphia Flyers | Brett Hull |
| 1993 | Prince of Wales konference | 16 | Campbellova konference | 6 | Montreal Canadiens | Mike Gartner |
| 1994 | Východ | 9 | Západ | 8 | New York Rangers | Mike Richter |
| 1995 | Zápas zrušen z důvodu výluky NHL.                                                                                                   | Zápas zrušen z důvodu výluky NHL.                                                                                                   | Zápas zrušen z důvodu výluky NHL.                                                                                                   | Zápas zrušen z důvodu výluky NHL.                                                                                                   | Zápas zrušen z důvodu výluky NHL.                                                                                                   | Zápas zrušen z důvodu výluky NHL.                                                                                                   |
| 1996 | Východ | 5 | Západ | 4 | Boston Bruins | Ray Bourque |
| 1997 | Východ | 11 | Západ | 7 | San Jose Sharks | Mark Recchi |
| 1998 | Severní Amerika | 8 | Zbytek světa | 7 | Vancouver Canucks | Teemu Selanne |
| 1999 | Severní Amerika | 8 | Zbytek světa | 6 | Tampa Bay Lightning | Wayne Gretzky |
| 2000 | Zbytek světa | 9 | Severní Amerika | 4 | Toronto Maple Leafs | Pavel Bure |
| 2001 | Severní Amerika | 14 | Zbytek světa | 12 | Colorado Avalanche | Bill Guerin |
| 2002 | Zbytek světa | 8 | Severní Amerika | 5 | Los Angeles Kings | Eric Daze |
| 2003 | Západ | 6 | Východ | 5 (SO) | Florida Panthers | Dany Heatley |
| 2004 | Východ | 6 | Západ | 4 | Minnesota Wild | Joe Sakic |
| 2005 | Zápas zrušen z důvodu výluky NHL.                                                                                                   | Zápas zrušen z důvodu výluky NHL.                                                                                                   | Zápas zrušen z důvodu výluky NHL.                                                                                                   | Zápas zrušen z důvodu výluky NHL.                                                                                                   | Zápas zrušen z důvodu výluky NHL.                                                                                                   | Zápas zrušen z důvodu výluky NHL.                                                                                                   |
| 2006 | Nehrálo se z důvodu konání Zimních olympijských her.                                                                                | Nehrálo se z důvodu konání Zimních olympijských her.                                                                                | Nehrálo se z důvodu konání Zimních olympijských her.                                                                                | Nehrálo se z důvodu konání Zimních olympijských her.                                                                                | Nehrálo se z důvodu konání Zimních olympijských her.                                                                                | Nehrálo se z důvodu konání Zimních olympijských her.                                                                                |
| 2007 | Západ | 12 | Východ | 9 | Dallas Stars | Daniel Brière |
| 2008 | Východ | 8 | Západ | 7 | Atlanta Thrashers | Eric Staal |
| 2009 | Východ | 12 | Západ | 11 (SO) | Montreal Canadiens | Alexej Kovaljov |
| 2010 | Nehrálo se z důvodu konání Zimních olympijských her.                                                                                | Nehrálo se z důvodu konání Zimních olympijských her.                                                                                | Nehrálo se z důvodu konání Zimních olympijských her.                                                                                | Nehrálo se z důvodu konání Zimních olympijských her.                                                                                | Nehrálo se z důvodu konání Zimních olympijských her.                                                                                | Nehrálo se z důvodu konání Zimních olympijských her.                                                                                |
| 2011 | Team Lidström | 11 | Team Staal | 10 | Carolina Hurricanes | Patrick Sharp |
| 2012 | Team Alfredsson | 9 | Team Chára | 12 | Ottawa Senators | Marián Gáborík |
| 2013 | Zápas zrušen z důvodu výluky NHL. Hrát se původně mělo v Columbusu v Nationwide Aréně.                                              | Zápas zrušen z důvodu výluky NHL. Hrát se původně mělo v Columbusu v Nationwide Aréně.                                              | Zápas zrušen z důvodu výluky NHL. Hrát se původně mělo v Columbusu v Nationwide Aréně.                                              | Zápas zrušen z důvodu výluky NHL. Hrát se původně mělo v Columbusu v Nationwide Aréně.                                              | Zápas zrušen z důvodu výluky NHL. Hrát se původně mělo v Columbusu v Nationwide Aréně.                                              | Zápas zrušen z důvodu výluky NHL. Hrát se původně mělo v Columbusu v Nationwide Aréně.                                              |
| 2014 | Zápas zrušen z důvodu konání Olympijských her v Soči                                                                                | Zápas zrušen z důvodu konání Olympijských her v Soči                                                                                | Zápas zrušen z důvodu konání Olympijských her v Soči                                                                                | Zápas zrušen z důvodu konání Olympijských her v Soči                                                                                | Zápas zrušen z důvodu konání Olympijských her v Soči                                                                                | Zápas zrušen z důvodu konání Olympijských her v Soči                                                                                |
| 2015 | Team Toews | 17 | Team Foligno | 12 | Columbus Blue Jackets | Ryan Johansen |
| 2016 | Atlantická divize | 0 | Pacifická divize | 1 | Nashville Predators | John Scott |
| 2017 | Metropolitní divize | 4 | Pacifická divize | 3 | Los Angeles Kings | Wayne Simmonds |
| 2018 | Atlantická divize | 2 | Pacifická divize | 5 | Tampa Bay Lightning | Brock Boeser |